# كورت ميرز
كورت ميرز (بالإنجليزية: Curt Merz)‏ هو لاعب كرة قدم أمريكية أمريكي، ولد في 17 أبريل 1938 في نيوآرك في الولايات المتحدة.

## وصلات خارجية
- كورت ميرز على موقع مرجع كرة القدم المحترفة.كوم (الإنجليزية)